# Takano Fusatarō

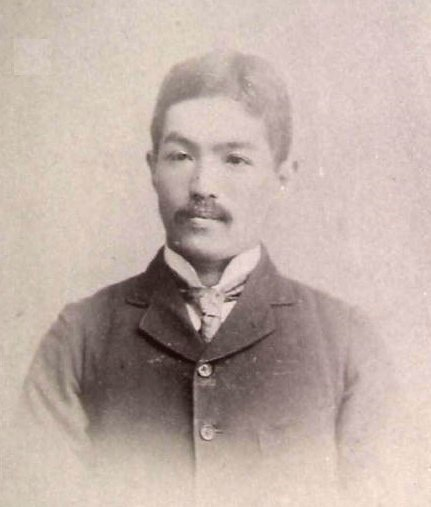
Takano Fusatarō

Takano Fusatarō (japanisch 高野 房太郎; geboren 6. Januar 1869 in Nagasaki (Präfektur Nagasaki); gestorben 12. März 1904 in Qingdao (China)) war ein früher Organisator in der japanischen Arbeiterbewegung.

## Leben und Wirken
Takano Fusatarō zog 1877 mit seiner Familie von Nagasaki nach Tokio, wo er nach dem Tod seines Vaters  bei seinem Onkel in Yokohama arbeitete und die Abendschule besuchte. 1886 ging er in die USA und absolvierte die „San Francisco School of Commerce“. Während dieser Zeit vertiefte er sich in die Forschungen zu Arbeitsproblemen und organisierte 1891 zusammen mit Jō Tsunetarō (城 常太郎; 1863–1905) und anderen die „Shokkō Giyukai“ (職工義友会). 1894 ging er nach New York, traf sich mit Samuel Gompers im Hauptquartier der AFL (American Federation of Labor), gewann sein Vertrauen und wurde als Organisator der AFL tätig. 1896 kehrte er als Besatzungsmitglied eines amerikanischen Kriegsschiffes bei dessen Einsatz im Fernen Osten nach Japan zurück.
Nachdem Takano als Reporter für eine englischsprachige Zeitung in Yokohama gearbeitet hatte, zog er nach Tokio und begann 1897 mit Jō und anderen die Arbeiterbewegung mit einer neu organisierten „Shokkō Giyukai“ weiter zu bringen. Der erste Propagandatext in der Geschichte der Arbeiterbewegung in Japan, „Shokkō shokun ni yosu“ (職工諸君に寄す) – „Für die Handwerker“, der damals verbreitet wurde, stammt vermutlich von Takano. Im selben Jahr hielt er die erste Rede zu Arbeitsfragen in Japan, gründete die Gewerkschaft „Kiseikai“ (期成会) und wurde ihr Sekretär. Er arbeitete auch hart daran, eine Eisenarbeitergewerkschaft zu gründen und brachte die erste Ausgabe von „Rōdō Sekai“ (労働世界) – „Die Welt der Arbeit“ heraus.
Takanos Gewerkschaftsbewegung stand jedoch im Konflikt zu Katayama Sen (片山 潜; 1859–1933) und anderen Gewerkschaftsführern. Takano zog sich daher eine Weile aus  der „Shokkō Giyukai“  und als Sekretär der Eisenarbeitergewerkschaft zurück und förderte die „Verbraucherbewegung“ (消費組合運動, Shōhi kumiai undō), die jedoch scheiterte. Im Frühjahr 1933 zog er sich plötzlich aus allen Aktivitäten zurück und ging nach China, wo er in einem deutschen Krankenhaus in Qingdao starb.
Takano Iwasaburō (1871–1949), Fachmann für Gesellschaftsstatistik, war sein älterer Bruder.